# Faunesa arrodillada
Es una variante de "El mártir". Esta pieza tuvo dos versiones contemporáneas: La primera "Faunesa" tenía la cabeza erguida y sus facciones eran como de un animal. La segunda "Faunesa" mantenía la cabeza en una posición más suave y estaba ligeramente ladeada al lado derecho recostada en su hombro. La modelo de la "Faunesa" pudo haber sido Carmen italiana Visconti de Fiesole, que había modelado para Rodin durante un período de 13 años(1880). En varias entrevistas de prensa, Carmen Visconti había hablado de sus sesiones como modelo para Eva; según Lynne Ambrosini, la denominación de este último fue otro título para el Baño de Venus. Aunque no encontrado ninguna confirmación directa de esta ecuación.
"La Faunesa arrodillada" esta dentro de los personajes que se muestran como personas mitad humanos-mitad animales de la mitología griega que Rodin y cuyo ideal es explorar la sexualidad femenina de manera libre. Ella carece de los cuartos traseros de cabra visibles en otras figuras híbridas de Rodin; es solamente en su cara que ella no aparece plenamente humana. Aunque el cuerpo de la Faunesa es agradable, la joven se encuentra levantando las nalgas, cara se encuentra groseramente modelada con la boca distorsionada y la cabeza ligeramente presionada hacia adelante, ejerce una expresión de ansiedad, culpa y tensión. Aparte, mantiene cierto rasgo animal.
La tercera versión tiene el pelo más largo y chino, algunas de las traducciones o sus otros nombres son: 
- La mujer y La flor.
- El baño de venus.

La "faunesa arrodillada" se hizo tan popular, que un amigo y colega de Rodin, Eugene Carrière (1849-1906) la selecciona como la imagen para un cartel que anunciaba la colección privada de Rodin en 1900 que fue expuesta en el pabellón Place d'Alma . 

## La puerta del infierno

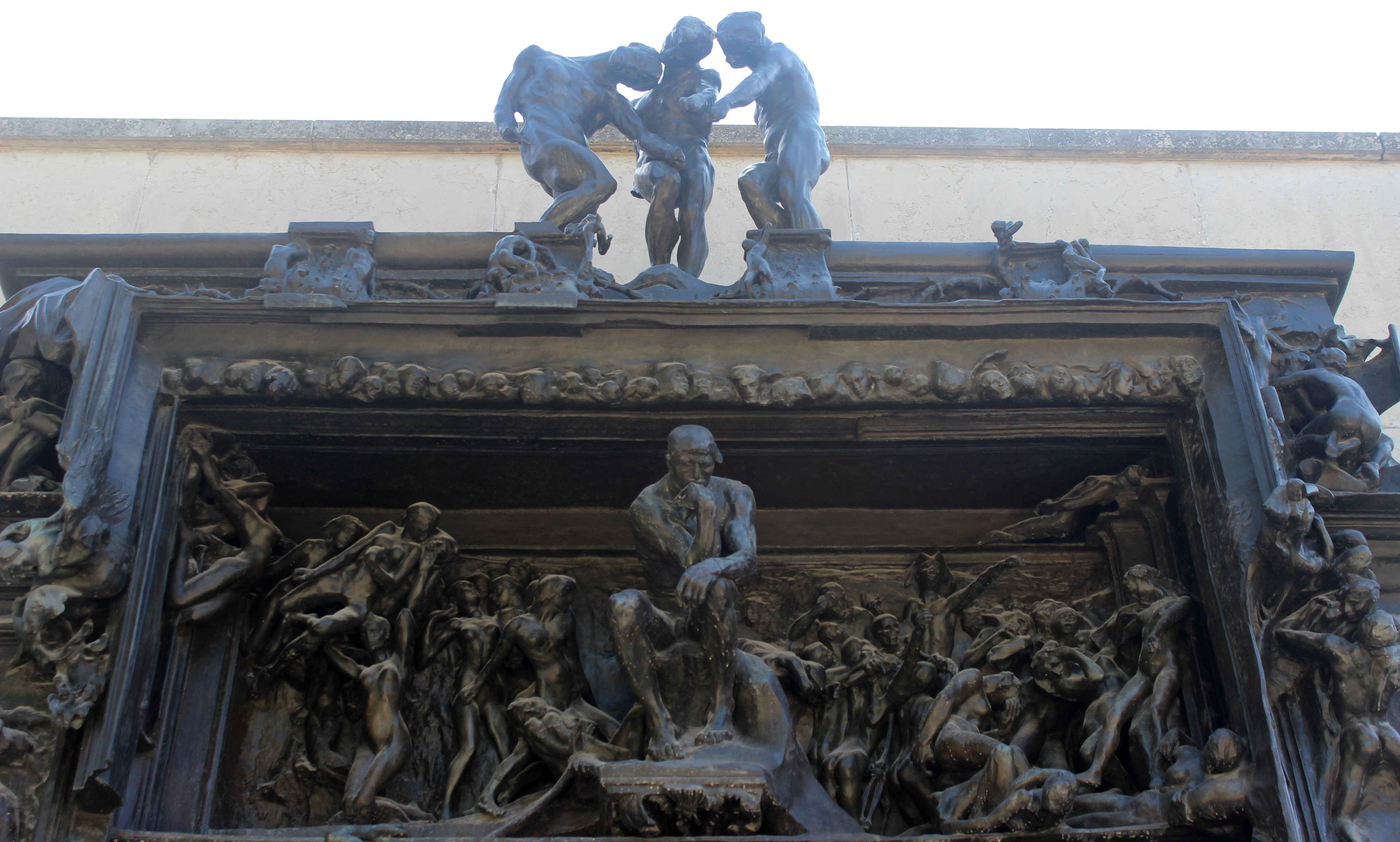
Jardín Rodin Puerta del infierno 02

La pieza se encuentra ubicada dentro de La Puerta del Infierno; esta muestra se encuentra situada en el lado izquierdo de la zona superior rectangular(por encima de las puerta). 

## Otras versiones
En una segunda versión de La Faunesa esta se muestra inclinada hacia atrás ligeramente volteada a la derecha esta figura es utilizada por Rodin para ilustrar el poema 'Le Guignon escrito por Charles Baudelaire en el libro 'Les Fleurs du Mal' creado en el año entre 1886-1888.

| Le guignon Pour soulever un poids si lourd, Sisyphe, il faudrait ton courage ! Bien qu'on ait du coeur à l'ouvrage, L'Art est long et le Temps est court. Loin des sépultures célèbres, Vers un cimetière isolé, Mon coeur, comme un tambour voilé, Va battant des marches funèbres. - Maint joyau dort enseveli Dans les ténèbres et l'oubli, Bien loin des pioches et des sondes; Mainte fleur épanche à regret Son parfum doux comme un secret Dans les solitudes profondes. | Mal destino Para levantar un peso tan pesado Tomaría tu valentía, Sísifo! Aunque el corazón está en el trabajo, El arte es largo y el tiempo apremia. Lejos de sepulcros famosos Hacia un cementerio solitario Mi corazón, como unos tambores, Va batiendo marchas fúnebres. Muchos una joya se encuentra enterrada En la oscuridad y el olvido, Lejos, muy lejos de picos y taladros; Una flor de muchos lamentablemente Exhalar perfume suave como secretos En una soledad profunda. | Evil Fate To lift a weight so heavy Would take your courage, Sisyphus! Although one's heart is in the work, Art is long and Time is short. Far from famous sepulchers Toward a lonely cemetery My heart, like muffled drums, Goes beating funeral marches. Many a jewel lies buried In darkness and oblivion, Far, far away from picks and drills; Many a flower regretfully Exhales perfume soft as secrets In a profound solitude. (adap. William Aggeler) |